# Syngedrengene
Syngedrengene ved Vor Frue Kirke i Assens  på Vestfyn er Danmarks ældste drengekor og har fungeret uafbrudt siden 1.marts 1856. Korets fornemmeste opgave er at deltage i alle højmesser og andre kirkelige handlinger i Vor Frue Kirke. Desuden giver koret ca. 20 koncerter i Assens og andre byer.
Koret har en spændvidde fra de yngste på 9 år til den ældste på 50 år

## Rejser & turné
Syngedrengene har regelmæssigt udlandsture. I 2013 gik turen til Sri Lanka, i 2015 gik turen til Island, og i 2020 går turen til Argentina
- 2018 - Tyskland - Schleswig-Holstein, Niedersachsen, Mecklenburg-Vorpommern og Hamburg
- 2015 - Island - Höfuðborgarsvæðið og Suðurland
- 2014 - Tyskland/Sønderjylland-  Schleswig-Holstein og Sønderjylland
- 2013 - Sri Lanka- Colombo

## Korleder og Kantor
Organist & Kantor Finn Pedersen har ansvaret og har ledet Syngedrengene siden 1999, efter hans forgænger Ulrik Spang Hanssen. Finn har tidligere været organistassistent & korleder i Helsingør Domkirke, med hovedansvar for Domkirkens drenge- og mandskor.
Finn Pedersen er uddannet på Det kgl. danske Musikkonservatorium og tog Kirkemusikalsk diplomeksamen i 1990

### Korleder/Kantor
- Kordegn Aage Rom Larsen (1938-1973)
- Organist Henning Wesch (1973-"1983")
- Organist Ulrik Spang Hanssen (1983-1999)
- Organist & kantor Finn Pedersen (1999-nu)

 Der er for få eller ingen kildehenvisninger i denne artikel, hvilket er et problem. Du kan hjælpe ved at angive troværdige kilder til de påstande, som fremføres i artiklen.